# Sparkasse zu Lübeck

Altes und neues Gebäude der Spar- und Anleihe-Kasse zu Lübeck um 1912

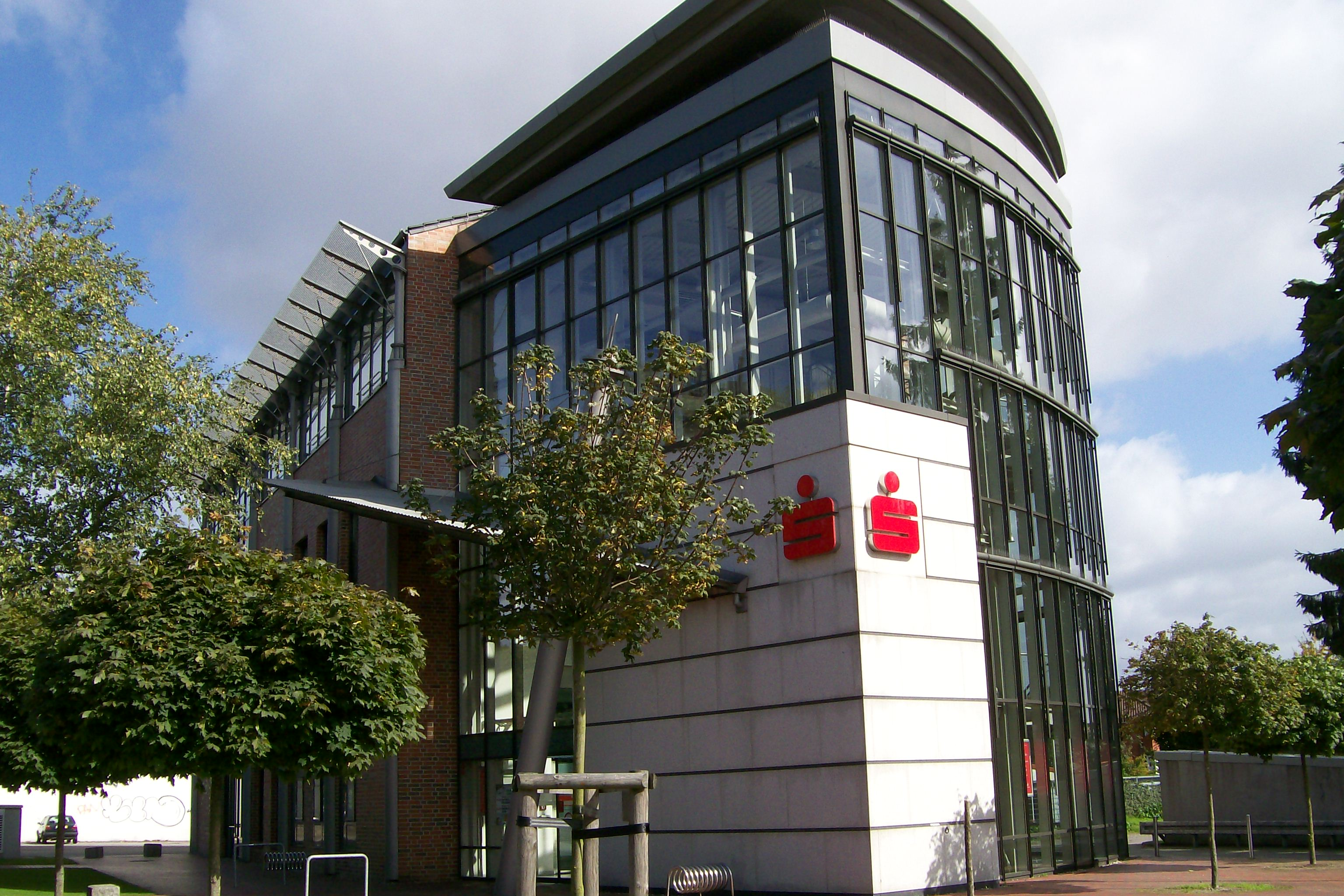
Filiale in der Ziegelstraße in St. Lorenz

Die Sparkasse zu Lübeck AG mit Sitz in Lübeck ist eine von fünf in Deutschland noch existierenden freien öffentlichen Sparkassen.

## Organisationsstruktur
Die Sparkasse zu Lübeck AG ist seit dem 1. November 2004 als Aktiengesellschaft im Handelsregister eingetragen. Rechtsgrundlagen für die Sparkasse sind im Wesentlichen das Kreditwesengesetz (KWG) und das Sparkassengesetz für Schleswig-Holstein. Organe der Sparkasse sind die Hauptversammlung, der Aufsichtsrat und der Vorstand.

## Geschichte
Die Sparkasse zu Lübeck wurde 1817 unter dem Namen „Spar- und Anleih-Casse“ als eine unselbständige Einrichtung von der Gesellschaft zur Beförderung gemeinnütziger Tätigkeit gegründet. Der erste Geschäftstag war der 12. Juni 1817. Er wurde im heute nicht mehr existierenden Waisenhaus in der Nähe des Doms abgehalten. Kernaufgabe der neuen Sparkasse war es, in der nach der napoleonischen Besatzung und den folgenden Befreiungskriegen verheerend zugerichteten Stadt, „[...] Allen und Jeden eine Gelegenheit zu geben, den Ertrag ihrer Ersparung oder ihres Erwerbes sicher und zinsbar zu belegen“, mithin zugleich als eine Kapitalsammelstelle zu fungieren. Die Einlagen wurden zumeist als Hypothekendarlehen ausgeliehen.
Als Folge des kurz zuvor eingeführten Bürgerlichen Gesetzbuches erlangte die Sparkasse im Jahr 1905 die rechtliche Selbständigkeit in der Rechtsform der Stiftung.
Bereits 1825 zog die Sparkasse vom Waisenhaus in neue Geschäftsräume in der Breiten Straße 16 um. 1912 dann bezog die Sparkasse das direkt nebenan neu erbaute Geschäftshaus Breite Straße 18. An dieser Stelle befindet sich noch heute in dem 1965 neu errichteten Haus der Sitz der Sparkasse. 1937 übernahm die Sparkasse zu Lübeck, die damals noch den Namen „Spar- und Anleihe-Kasse zu Lübeck“ trug, die Sparkasse in Travemünde. Den Namen „Sparkasse zu Lübeck“ nahm die Sparkasse im Jahre 1958 an. Im Jahre 2004 wurde der Bankbetrieb der Sparkasse aus der Stiftung ausgegliedert und in eine Aktiengesellschaft, die heutige „Sparkasse zu Lübeck AG“, übertragen. Aus der einst die Sparkasse tragenden Stiftung wurde eine gemeinnützige Einrichtung, die mit 74 % die Mehrheit an der Sparkasse zu Lübeck AG hält, die „Gemeinnützige Sparkassenstiftung zu Lübeck“. Aus den ihr zufließenden Zinsen und Dividenden unterstützt die Stiftung gemeinnützige und mildtätige Projekte in Lübeck jährlich mit Millionenbeträgen. Die restlichen Anteile liegen bei der Haspa Finanzholding in Hamburg.

## Geschäftsausrichtung
Die Sparkasse zu Lübeck AG betreibt in ihrem Geschäftsgebiet als Sparkasse das Universalbankgeschäft. Sie arbeitet unter anderem mit der LBS Landesbausparkasse NordOst AG, der Provinzial NordWest, der Versicherung neue leben in Hamburg, der LGS Leasinggesellschaft Deutsche Leasing AG und der DekaBank zusammen.
Nicht selten war die Sparkasse zu Lübeck Vorreiter bei der Einführung neuer Produkte. So emittierte die Sparkasse zu Lübeck 1985 als erste Sparkasse in Schleswig-Holstein börsennotierte Inhaberschuldverschreibungen und seit dem Jahre 2004 als erste Sparkasse im Bundesgebiet Pfandbriefe.